# گری وادوک
گری وادوک (انگلیسی: Gary Waddock؛ زادهٔ ۱۷ مارس ۱۹۶۲) بازیکن فوتبال اهل بریتانیا است.
از باشگاه‌هایی که در آن بازی کرده‌است می‌توان به باشگاه فوتبال بریستول راورز، باشگاه فوتبال رویال شارلوا، باشگاه فوتبال کویینز پارک رنجرز، باشگاه فوتبال سوئیندون تاون، باشگاه فوتبال میلوال، و باشگاه فوتبال لوتون تاون اشاره کرد.
وی همچنین در تیم‌های ملی فوتبال زیر ۲۱ سال جمهوری ایرلند، Republic of Ireland B national football team, Republic of Ireland national under-23 football team، و جمهوری ایرلند بازی کرده‌است.